# Actinocerida
Actinocerida – rząd wymarłych głowonogów z podgromady łodzikowców.